# Lavacolhos
Lavacolhos ist eine Gemeinde (Freguesia) im portugiesischen Kreis (Concelho) von Fundão. In ihr leben 180 Einwohner (Stand 19. April 2021).

## Geschichte
Unter römischer Besatzung bestand hier eine Siedlung namens Lava collus. Der heutige Ort ist um 1580 entstanden. Die erste offizielle Erwähnung findet sich in einem Gemeinderegister im Nationalarchiv Arquivo Nacional da Torre do Tombo aus dem Jahr 1649. Der Name fand von Lava collus über Lavacollos und Lavacolos zur heutigen Form.
Der jesuitische Missionar Joaquim Angélico Guerra (1908–1993) wurde hier geboren. Er war in China tätig. Nach seiner Ausweisung aus Shanghai 1937 ließ er sich in Macau nieder. Er gilt als bedeutender Sinologe, dazu betätigte er sich als Übersetzer und verfasste ein Chinesisch-Portugiesisches Wörterbuch.

## Kultur und Sehenswürdigkeiten
Zu den Baudenkmälern des Ortes gehört, neben verschiedenen Sakralbauten, das heutige Pflegeheim Centro de Dia do Sagrado Coração de Jesus, ein Gebäude aus dem 17. Jahrhundert. Auch der historische Ortskern als Ganzes steht unter Denkmalschutz.

## Söhne und Töchter
- Joaquim Guerra (1908–1993), Missionar in China und bedeutender Sinologe